# Appleton (Minnesota)
Appleton es una ciudad ubicada en el condado de Swift en el estado estadounidense de Minnesota. En el Censo de 2010 tenía una población de 1412 habitantes y una densidad poblacional de 267,24 personas por km².

## Geografía
Appleton se encuentra ubicada en las coordenadas 45°11′59″N 96°1′24″O / 45.19972, -96.02333. Según la Oficina del Censo de los Estados Unidos, Appleton tiene una superficie total de 5.28 km², de la cual 5.11 km² corresponden a tierra firme y (3.24%) 0.17 km² es agua.

## Demografía
Según el censo de 2010, había 1412 personas residiendo en Appleton. La densidad de población era de 267,24 hab./km². De los 1412 habitantes, Appleton estaba compuesto por el 92.85% blancos, el 1.35% eran afroamericanos, el 1.13% eran amerindios, el 0.5% eran asiáticos, el 0.07% eran isleños del Pacífico, el 2.27% eran de otras razas y el 1.84% pertenecían a dos o más razas. Del total de la población el 4.25% eran hispanos o latinos de cualquier raza.